# او-۱۶۱ (کریگس‌مارینه)
او-۱۶۱ (به آلمانی: U 161) یک او-بوت گونه ۹سی بود که ساخت آن سال ۱۹۴۱ تکمیل شد و در جریان جنگ جهانی دوم در کریگس‌مارینه خدمت کرد.

## تاریخچه عملیاتی
در جریان کارزار حمله به تأسیسات پالایشگاهی متفقین در دریای کارائیب موسوم به «عملیات نوی‌لانت»، او-۱۶۱ به فرماندهی ناوسروان آلبرشت آخیلیس، اندکی پس از نیمه شب ۱۸ فوریه سال ۱۹۴۲ به شکل مخفیانه وارد بندرگاه پورت آو اسپین در ترینیداد شد و هر چهار اژدر جلویی خود به سمت کشتی‌های لنگر انداخته شلیک کرد. یکی از اژدرها به موکیهانا، کشتی بخار آمریکایی اصابت کرد. کشتی در آب کم‌عمق غرق شد. اژدر دیگری به کنسول، تانکر ۶٬۹۴۰ تنی بریتانیایی خورد. کشتی آتش گرفت و به کف دریا رفت. به هر صورت هیچ تلفاتی در این دو مورد اتفاق نیفتاد. او-۱۶۱ بدون این که با هیچ‌گونه اقدام مقابله‌ای مواجه شود، بندرگاه را ترک کرد.